# سلطان محمد قطبشاه
سُلطَان مُحَمَّد قُطبشَاه بْنُ المِيرْزَا مُحَمَّد أَمِينُ بْنِ إِبْرَاهِيْم قُلِي قُطبشَاه وَلِي القَرَاقُويُونلَوِيّ (بالفارسيَّة: سُلطان‌مُحمَد قُطب‌شاه بن مُحمَد أمین بن ابراهیم‌ قُلی قُطب‌شاه‌ ولی قره‌قویونلوی، وبالأردية: سلطان‌ محمد قطب‌ شاه بن محمد أمین بن ابراہیم قلی قطب شاہ ولی قره‌قویونلوی، وبالتيلوغويَّة: సుల్తాన్ మహమ్మద్ కుతుబ్ షా) (ق. 1001هـ - 1035هـ المُوافق فيه 1593م - 9 شباط (فبراير) 1626م)، معروفٌ اختصارًا بِـ«سلطان محمد قطبشاه» هو سادسُ سلاطين گُلكُندة من السُّلالة القُطبشاهيَّة التي حكمت في الدِّيار الهنديَّة لما يُقارب قرنين من الزَّمن. وقد حكم بلاد آبائه من سنة 1020هـ المُوافقة لِسنة 1612م وحتَّى سنة 1035هـ المُوافقة لِسنة 1626م. وفي عهده كُتِبَت أوَّل موسوعة تاريخيَّة عن سلطنة گُلكُندة وسُمِّيَت «التاريخ القطبشاهي». كما شرع في بناء مدينة «سُلطانگر» يريدها عاصمةً لِسلطنته لكنَّ وفاته المُفاجئة حالت دون ذلك الأمر.

## معرض الصور

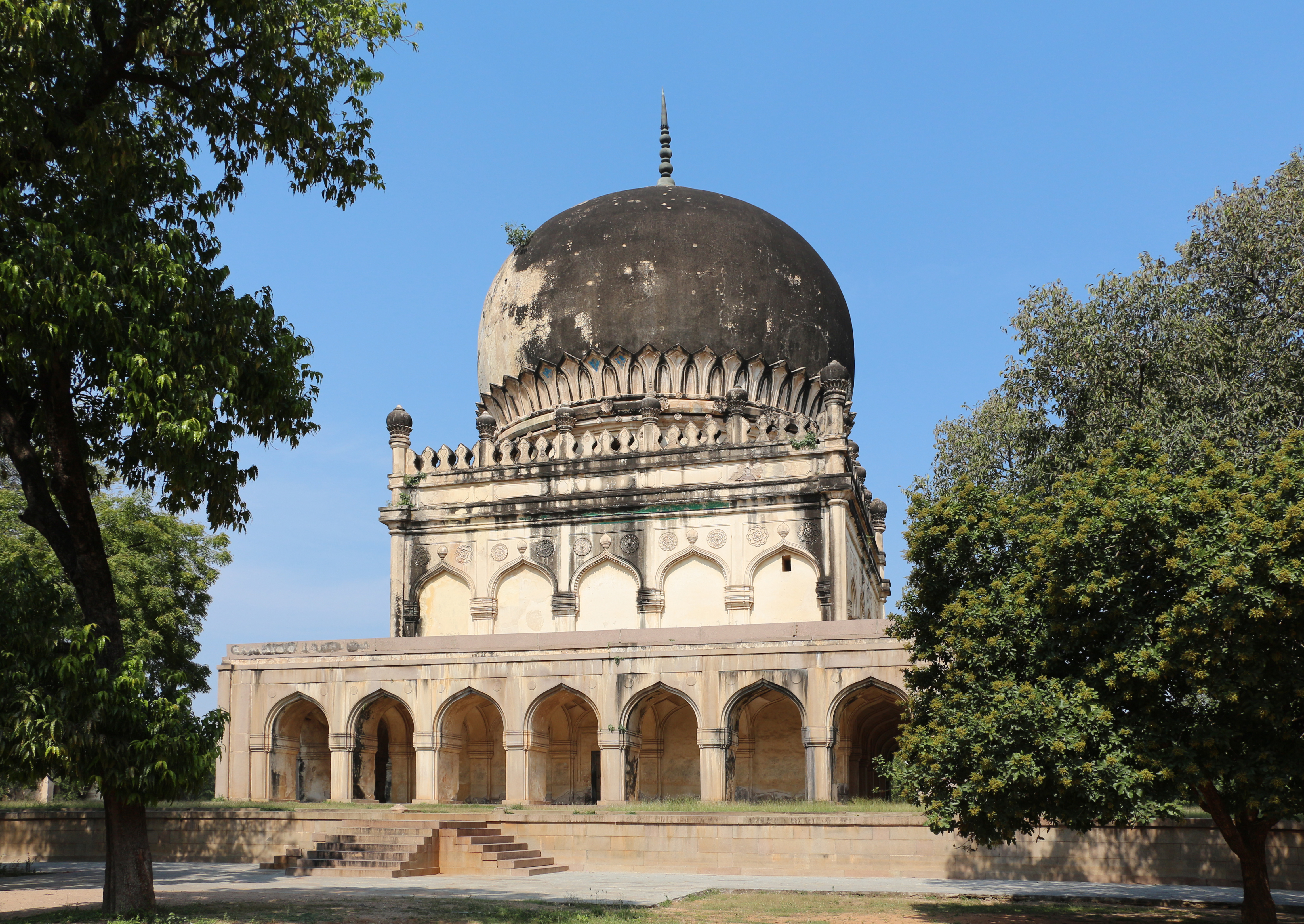
مسجد السلطان محمد قطب شاه في حيدر أباد، الهند

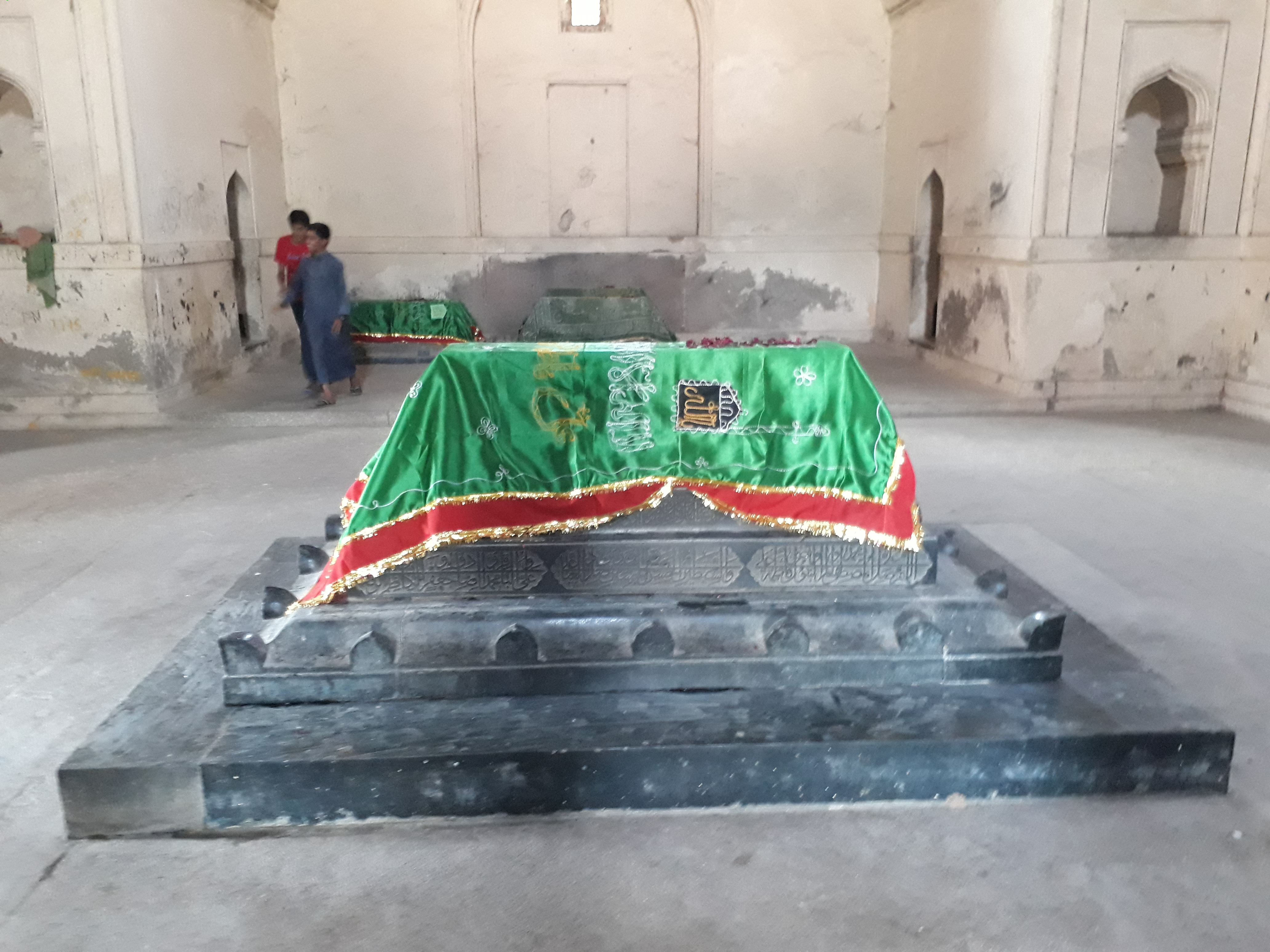
قبر محمد قطب شاه